# Pereni
Pereni es una comuna perteneciente al distrito de Rezina, Moldavia.

## Superficie
Cuenta con una superficie de 12,20 kilómetros cuadrados.

## Demografía
Hasta 2023 la población era de 502 habitantes, con una densidad de población de 41,14 habitantes por kilómetro cuadrado.
| Gráfica de evolución demográfica de Pereni entre 2018 y 2023       |
|                                                                    |
| Datos según Population statistics of Eastern Europe & former USSR. |